# Schmelzmühle (Waldrach)

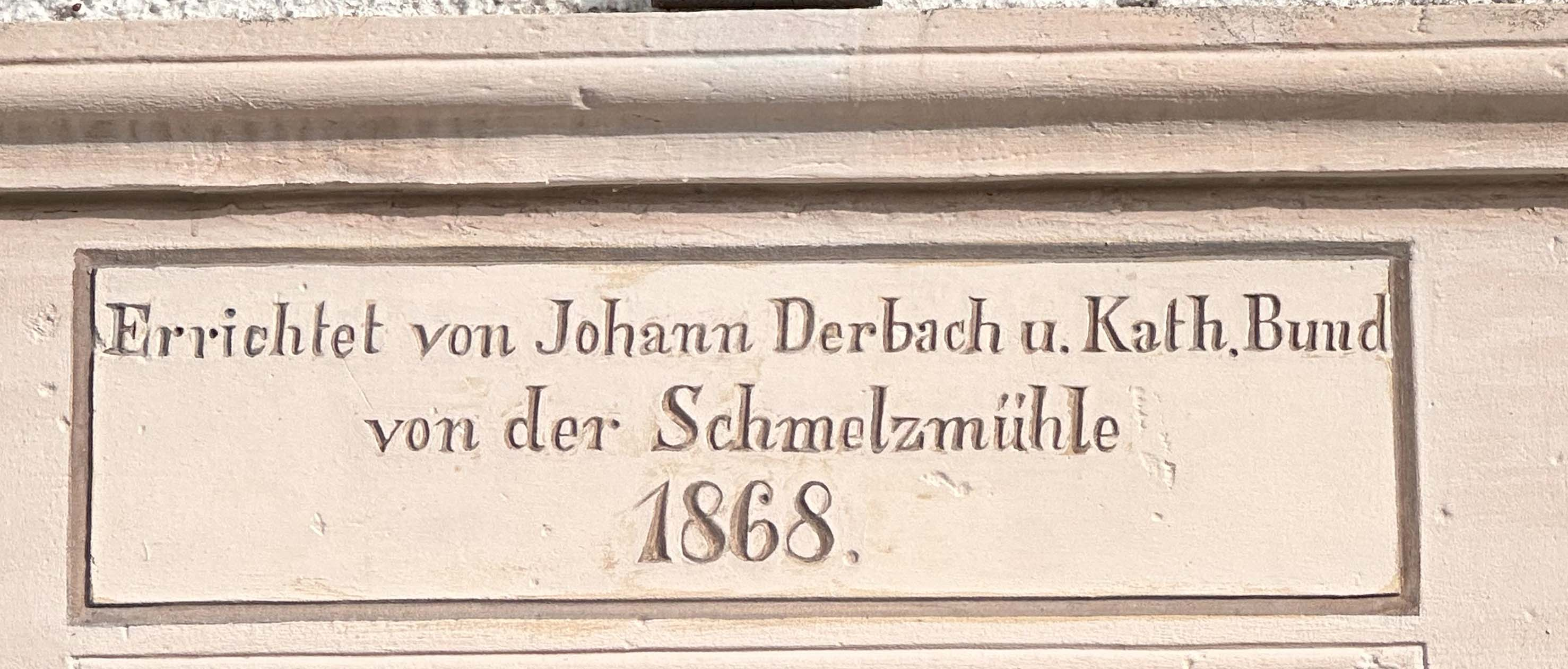
Inschrift über der Tür der Wegekapelle im Zollweg in Waldrach

Schmelzmühle bezeichnet einen Gemeindeteil von Waldrach im Landkreis Trier-Saarburg in Rheinland-Pfalz.
Er liegt im Tal der Riveris, einem Zufluss der Ruwer.
Die Schmelzmühle stammt aus dem 14. Jahrhundert und war Teil des Waldracher Erzbergwerkes.
Sie wurde im 19. Jahrhundert zu einer Getreidemühle umgebaut und war bis Mitte des 20. Jahrhunderts in Betrieb.
Nach Meyers Orts- und Verkehrslexikon hatte die Schmelzmühle 1912/1913 sieben Einwohner.
Die Inschrift über der Tür der Wegekapelle in Waldrach, Zollweg 68, lautet:
Errichtet von Johann Derbach und Kath. Bund von der Schmelzmühle 1868.
Siehe dazu auch die Liste der Kulturdenkmäler in Waldrach.

## Schleifmühle
In der Nähe lag die Schleifmühle an der Mündung der Riveris in die Ruwer.
Sie wurde 1783 zu einer Getreidemühle umgebaut.
Nach Meyers Orts- und Verkehrslexikon hatte die Schleifmühle 1912/1913 zwölf Einwohner.
Die Gebäude bestehen nicht mehr, nur noch einige Mauerreste.